# Kraagfrankolijn
De kraagfrankolijn (Scleroptila streptophora; synoniem: Francolinus streptophorus) is een vogel uit de familie fazantachtigen (Phasianidae). De wetenschappelijke naam van de soort is voor het eerst geldig gepubliceerd in 1891 door Ogilvie-Grant.

## Voorkomen
De soort komt voor in het midden-oosten van Afrika, met name in Kameroen, Oeganda, Kenia en Tanzania.

## Beschermingsstatus
Op de Rode Lijst van de IUCN heeft de soort de status gevoelig.